# Companhia de Maria
A Companhia de Maria (em latim: Societas Mariae Montfortana) é um instituto religioso masculino de direito pontifício da Igreja Católica Apostólica Romana: os membros dessa congregação clerical, popularmente chamados Monfortinos, utilizam após seus nomes a sigla S.M.M.

## História
O instituto foi fundado pelo padre francês Louis-Marie Grignion de Montfort (1673-1716): a partir de 1704, dedicou-se inteiramente à pregação de missões populares na Bretanha, Normandia, Poitou e Saintonge e, para consolidar os resultados de seu trabalho de evangelização, em 1705 fundou os missionários da Companhia de Maria em Poitiers.
Montfort deu a seus sacerdotes uma regra baseada nos ideais de pobreza evangélica, desapego do mundo, caridade para com os mais fracos, obediência e espiritualidade evangélica, apostólica e mariana.
Na época da morte de Montfort, a Companhia tinha apenas dois padres, René Mulot e Adrien Vatel, e quatro irmãos coadjutores. Os religiosos retiraram-se para a Ermida de Saint-Pompain e permaneceram lá por dois anos: em 1718 retomaram sua atividade apostólica e em 1722 elegeram o superior geral a Mulot, que deu a contribuição definitiva à organização e difusão da congregação, que começou a se dedicar. mesmo para missões estrangeiras.
O instituto foi aprovado em 12 de setembro de 1748 pelo Papa Bento XIV (apenas oralmente) e recebeu o decretum laudis em 20 de maio de 1825.
O fundador, beatificado em 22 de janeiro de 1888 pelo Papa Leão XIII, foi proclamado santo pelo Papa Pio XII em 20 de julho de 1947.

## Atividade e difusão
Os padres monfortinos se dedicam principalmente ao apostolado missionário, entre crentes e não crentes, "estabelecendo neles o reino de Jesus através de Maria".
Eles estão presentes na Europa (Alemanha, Áustria, Bélgica, Croácia, Dinamarca, Espanha, França, Islândia, Itália, Países Baixos, Portugal, Reino Unido), África (Quênia, Lesoto, Madagascar, Malawi, Moçambique, República Democrática do Congo, Uganda, Zâmbia), América (Argentina, Bahamas, Brasil, Canadá, Colômbia, Equador, Estados Unidos, Haiti, Nicarágua, Peru), Ásia (Filipinas, Índia, Indonésia) e Papua Nova Guiné: sua sede geral fica em Roma, na viale dei Monfortani.
Em 2016, o instituto contava com 792 membros, dos quais 611 eram sacerdotes.

## Personalidades
- D. Rui Valério, Patriarca de Lisboa.